# مستشفى حساب
مستشفى حساب أو عيادة حساب أنشئ عام 1950، وهو أول مستشفى خاص في الإسكندرية، مصر. أسسها الدكتور محمد أبو الفتوح حساب وشقيقه الدكتور حسين كامل حساب. كان المستشفى ولا يزال يحظى بشعبية بسبب تخصصه في جراحة العظام، على الرغم من أنه مستشفى عام له تخصصات طبية متنوعة.